# Pandemonium (zespół muzyczny)
Pandemonium – polska grupa wykonująca muzykę z pogranicza black i death metalu. Powstała w 1990 roku w Łodzi. W 1995 roku formacja przyjęła nazwę Domain. W 2004 roku zespół powrócił pod nazwą Pandemonium.

## Dyskografia
Pandemonium
- Reh/Promo (1991, demo)
- Devilri (1992, demo, Carnage Records)
- The Ancient Catatonia (1993, Baron Records)
- Devilri/The Ancient Catatonia (2001, box set, Apokalypse Productions)
- Devilri / Live from S’thrash’ydlo '91 (2004, kompilacja, Apokalypse Productions)
- The Zonei (2004, Mystic Production)[4]
- Hellspawn (2007, Mystic Production)[5]
- Promo 2010 (2010, demo, Godz ov War Productions)
- Misanthropy (2012, Pagan Records)[6][7][8]
- Nihilist (2017, Old Temple Records)

Domain
- Pandemonium (1995, Morbid Noizz Productions)
- ...from Oblivion... (1999, Apocalypse Productions)
- Gat Etemmi (2002, Apocalypse Productions)